# يوم ماليزيا
يُحتفل بيوم ماليزيا كل سنة مع حلول 16 سبتمبر لتخليد ذكرى تأسيس اتحاد ماليزيا في السادس عشر من سبتمبر من عام 1963. يمثل يوم ماليزيا انضمام كل من ملايا وصباح (ماليزيا) وسراوق وسنغافورة لتشكيل ما بات يعرف حينها باتحاد ماليزيا.